# Johann Lucas Pestorf
Johann Lucas Pestorf (* 2. Juli 1638 in Melle; † 6. August 1693 in Riddagshausen) war ein deutscher lutherischer Theologe, Generalsuperintendent von Alfeld, Hofprediger in Braunschweig und Wolfenbüttel und Abt des Klosters Riddagshausen.

## Leben
Pestorf war Sohn des Kaufmanns und Ratsherrn Balthasar Pestorf und seiner Mutter Agnese von Langen. Er besuchte die Schulen in Melle, Osnabrück und Herford und begann 1657 am Bremer Gymnasium Illustre das Studium der Rechtswissenschaften. Als eine Krankheit ihn fast das Leben kostete, wechselte er zur Theologie, die er in Leipzig, ab 1659 in Straßburg und ab 1661 in Rostock studierte. Als sein Vater starb, kehrte er 1663 kurzzeitig nach Melle zurück und beendete sein Studium 1665 in Helmstedt, deren auf Georg Calixt aufbauende humanistisch-irenische konfessionelle Lehre ihn prägte. 
Seine kirchliche Karriere begann er 1666 unter Abt Johann Kotzebue als Konventual und Inspektor der Stiftsschule in Loccum. Von 1670 an war er erster Pastor in Alfeld und Generalsuperintendent der Generaldiözese Alfeld. Hatte er 1673 noch die Berufung zum Generalsuperintendenten und Theologieprofessor nach Helmstedt durch Herzog Rudolf August abgelehnt, wurde er 1688 sein Hofprediger am Braunschweiger Dom St. Blasius und ein Jahr später von den Herzogsbrüdern (Rudolf August und Anton Ulrich) zum Oberhofprediger, Konsistorial- und Kirchenrat, Obersuperintendenten in Wolfenbüttel und zum Abt von Riddagshausen berufen. 
Die dortige Schule baute er in Anlehnung an das Loccumer Vorbild zu einem collegium candidatorum ministerii aus, dem zukünftigen Predigerseminar der braunschweigischen Landeskirche, das am 27. September 1690 im Beisein der Herzöge eingeweiht wurde. Pestorf setzte kirchenpolitisch die Helmstedter Linie mit der Suche nach Aussöhnung zwischen den Konfessionen fort und stellte sich damit gegen die pietistischen Strömungen seiner Zeit.
Er starb unverheiratet mit 55 Jahren und vermachte dem Kloster seine etwa 3.000 Bücher umfassende Bibliothek. Sein Grabstein und ein Ölgemälde mit dem Porträt Pestorfs finden sich in der Klosterkirche von Riddagshausen.